# 李光鹏
李光鹏，内蒙古大学教授，主要从事体细胞重编程机理、早期胚胎发育分子机制等方面的研究工作。入选中华人民共和国教育部第八批"长江学者"特聘教授，曾就读于东北农业大学动物解剖与组织胚胎专业。